# Harald Leander
Harald Jean-François Leander, född 18 augusti 1962 i Lund, är en svensk skådespelare, musiker, dramatiker och regissör.

## Biografi
Leander är son till Lars Leander och bror till Caroline Leander.
Han studerade drama-teater-film vid Lunds universitet 1982–1983, innan han verkade som frilansande teatermusiker och skådespelare vid Studioteatern, Norrbottensteatern etc. Han utbildade sig vid Teaterhögskolan i Malmö 1990–1993. 2012-2014 studerade han vid Lunds Universitets Författarskola. 
Som skådespelare har Leander varit verksam vid bland annat Skånska Teatern, Riksteatern, Skottes Musikteater i Gävle, Malmö Stadsteater, Radioteatern, Moomsteatern, Malmö Opera och Varieté Vauduvill, där han också utvecklade färdigheter som fakir med mera i varietéparet Peggy & Georg. Han var konstnärlig ledare för Teater 23 i Malmö 1998–2003. Han är också verksam som regissör, dramatiker och översättare och har även arbetat i Frankrike som skådespelare i Zéfiro Théàtre i Paris 2003–2007 (bland annat i Lysistrate vid Avignonfestivalen), med Collectif Masque och med La Stratégie du Poisson. Han är medlem i musikbandet Nisses stuga och spelar även i bluestrion Swedish Ukes'n Drums International. Han har även läst in ett stort antal ljudböcker bland annat  George R.R. Martins böcker Game of Thrones.
Som översättare har han arbetat med dramatik och sångtexter från engelska, franska och danska. Till exempel Shakespeare's Mycket väsen för ingenting (Malmö Stadsteater 2012), Svantes Viser, en sanghistorie av Benny Andersen (Nya Skånska Teatern 1994) och sångtexter till melodier av Trenet, Lemarque, Misraki, Ziedler m fl bland annat till det egna bandet Ett Halvfranskt Band (tillsammans med Caroline Leander).
Som regissör har hand bland annat verkat på Teater 23, Moomsteatern, Profilteatern, Byteatern och på Skillinge Teater. Han är också regelbundet verksam som pedagog vid Teaterhögskolan i Malmö samt vid Malmö Opera Academy. Under åren 2018-2022 var han konstnärligt ansvarig för barn- och ungdomskonserterna (bl a Nallekonserterna) på Malmö Live med Malmö Symfoniorkester, som manusförfattare och regissör.
Som dramatiker har han skrivit flera teaterkonserter i samarbete med Salongsorkestern i Lund, ett antal interaktiva föreställningsserier för äldrevården i Region Skåne i samarbete med Riksteatern Skåne, barnpjäserna Legenden om Sally Jones (efter en bok av Jacob Wegelius), Pappa är ute och cyklar och Den Hemliga Trädgården (efter en roman av Frances Hodgson Burnett) för Teater 23 i Malmö. I samarbete med Rickard Söderberg har han också skrivit manus till En kväll med Thalia på Malmö Opera.

## Filmografi
- Good Night Irene (Moviemakers) 1993
- Offer och gärningsmän (SVT) 1998
- Ronny & Julia (SVT:s julkalender) 2000
- Hipp Hipp! (SVT) 2001
- Talismanen (TV4) 2003
- Snapphanar (Filmlance/SVT) 2006
- Var ligger Tomteland? (Filmlance/SVT) 2006
- Barda (SVT) 2007
- Skägget i brevlådan 2008
- Le père de mes enfants 2009
- Wallander – Hämnden 2009
- Wallander – Tjuven 2009
- Wallander – Cellisten 2009
- Cirkus Imago (SVT) 2009–2011
- Wallander – Vittnet 2010
- Melker  2011
- Som en Zorro  2011
- Bara lite 2012
- Ritas röda ryggsäck (2012)
- Lilla Anna och Långa farbrorn (2012)
- Mellanrumsfruar (2014)
- 2015 – Cirkus Imago – en chans på miljonen
- 2015 – Det borde finnas regler
- 2015 – Drottning Kristina – den vilda drottningen

## Ljudboksuppläsningar (urval)
- 2004 – Mannen som log av Henning Mankell
- 2009 – Stridens skönhet och sorg av Peter Englund
- 2014 – Kampen om järntronen av George R. R. Martin
- 2015 - Orten av Joakim Zander
- 2023 – Woodland Point av Michael James Moscrop

## Teater

### Roller
| År   | Roll | Produktion                        | Regi          | Teater    |
| ---- | ---- | --------------------------------- | ------------- | --------- |
| 1996 |      | Upptäcktsresande Gustaf Appelberg | Kent Sjöström | Teater 23 |